# Венесуэла на Олимпийских играх
Венесуэла дебютировала на летних Олимпийских играх в 1948 году на Играх в Лондоне и с тех пор Венесуэла участвует во всех летних Играх. В зимних Олимпийских играх Венесуэла дебютировала в 1998 году на Играх в Нагано и с тех пор пропустила Игры 2010 года в Ванкувере. Венесуэла в последний раз приняла участие в зимней Олимпиаде на Играх 2014 года в Сочи. НОК Венесуэлы (исп. Comité Olímpico Venezolano) был создан в 1935 году.
На счету венесуэльцев 19 медалей — 3 золотых, 7 серебряных и 9 бронзовых медалей. Первое золото принёс своей стране боксёр Франсиско Родригес в 1968 году в Мехико. Вторую золотую медаль выиграл шпажист Рубен Лимардо на Олимпиаде 2012 года в Лондоне. В 2020 году в Токио Юлимар Рохас, победив в тройном прыжке, стала первой женщиной из Венесуэлы, выигравшей олимпийское золото. Больше всего наград Венесуэла выиграла на Олимпийских играх 2020 года (4).
6 из 19 медалей венесуэльцы выиграли в боксе. По три медали выиграли в лёгкой и тяжёлой атлетике.

## Медалисты
| Медаль  | Спортсмен           | Олимпийские игры    | Вид              | Дисциплина                   |
| ------- | ------------------- | ------------------- | ---------------- | ---------------------------- |
| Бронза  | Аснольдо Девониш    | 1952 Хельсинки      | Лёгкая атлетика  | Тройной прыжок, мужчины      |
| Бронза  | Энрико Форселья     | 1960 Рим            | Стрельба         | Винтовка лёжа, 50 м, мужчины |
| Золото  | Франсиско Родригес  | 1968 Мехико         | Бокс             | До 48 кг, мужчины            |
| Серебро | Педро Гамарро       | 1976 Монреаль       | Бокс             | До 67 кг, мужчины            |
| Серебро | Бернардо Пиньянго   | 1980 Москва         | Бокс             | До 54 кг, мужчины            |
| Бронза  | Марселино Боливар   | 1984 Лос-Анджелес   | Бокс             | До 48 кг, мужчины            |
| Бронза  | Омар Катари         | 1984 Лос-Анджелес   | Бокс             | До 57 кг, мужчины            |
| Бронза  | Рафаэль Видаль      | 1984 Лос-Анджелес   | Плавание         | 200 м, баттерфляй, мужчины   |
| Бронза  | Адриана Кармона     | 2004 Афины          | Тхэквондо        | До 67 кг, женщины            |
| Бронза  | Исраэль Хосе Рубио  | 2004 Афины          | Тяжёлая атлетика | До 62 кг, мужчины            |
| Бронза  | Далия Контрерас     | 2008 Пекин          | Тхэквондо        | До 48 кг, женщины            |
| Золото  | Рубен Лимардо       | 2012 Лондон         | Фехтование       | Шпага, мужчины               |
| Серебро | Юлимар Рохас        | 2016 Рио-де-Жанейро | Лёгкая атлетика  | Тройной прыжок, женщины      |
| Бронза  | Йоэль Финоль        | 2016 Рио-де-Жанейро | Бокс             | До 52 кг, мужчины            |
| Бронза  | Стефани Эрнандес    | 2016 Рио-де-Жанейро | Велоспорт        | BMX, женщины                 |
| Золото  | Юлимар Рохас        | 2020 Токио          | Лёгкая атлетика  | Тройной прыжок, женщины      |
| Серебро | Хулио Майора        | 2020 Токио          | Тяжёлая атлетика | До 73 кг, мужчины            |
| Серебро | Кейдомар Вальенилья | 2020 Токио          | Тяжёлая атлетика | До 96 кг, мужчины            |
| Серебро | Даниэль Дерс        | 2020 Токио          | Велоспорт        | BMX, фристайл, мужчины       |

## Медальный зачёт
| Игры                | Золото | Серебро | Бронза | Всего |
| ------------------- | ------ | ------- | ------ | ----- |
| 1952 Хельсинки      | 0      | 0       | 1      | 1     |
| 1960 Рим            | 0      | 0       | 1      | 1     |
| 1968 Мехико         | 1      | 0       | 0      | 1     |
| 1976 Монреаль       | 0      | 1       | 0      | 1     |
| 1980 Москва         | 0      | 1       | 0      | 1     |
| 1984 Лос-Анджелес   | 0      | 0       | 3      | 3     |
| 2004 Афины          | 0      | 0       | 2      | 2     |
| 2008 Пекин          | 0      | 0       | 1      | 1     |
| 2012 Лондон         | 1      | 0       | 0      | 1     |
| 2016 Рио-де-Жанейро | 0      | 2       | 1      | 3     |
| 2020 Токио          | 1      | 3       | 0      | 4     |
| 2024 Париж          | 0      | 0       | 0      | 0     |
| Итого               | 3      | 7       | 9      | 19    |